# Correbidia striata
Correbidia striata är en fjärilsart som beskrevs av Druce 1884. Correbidia striata ingår i släktet Correbidia och familjen björnspinnare. Inga underarter finns listade i Catalogue of Life.